# プラタマ・アルハン
プラタマ・アルハン・アリフ・リファイ（英: Pratama Arhan Alif Rifai、2001年12月21日 - ）は、インドネシア・ブロラ県出身のサッカー選手。ポジションはディフェンダー（左サイドバック）。インドネシア代表。

## 来歴

### PSISスマラン
2021年のリーグ戦開幕に先立って行われたメンポラカップでシニアデビュー。4試合で2得点を挙げ、ベストヤングプレーヤー賞を受賞した。2021年9月4日のプルセラ・ラモンガン戦でリーグ戦デビューを果たす。

### 東京ヴェルディ
2022年2月16日、Jリーグ・東京ヴェルディへの完全移籍が発表された。
来季の構想外となり、2024年1月13日、契約満了による退団が発表された。

### 水原FC
2024年1月16日、韓国の水原FCに加入。しかし、東京ヴェルディ時代以上に出場機会が乏しくなってしまい、5月26日の済州ユナイテッドFC戦にて72分に丁東浩との交代でようやくピッチに立ったものの、わずか3分後に一発退場してしまい、悔やまれるKリーグ1デビューとなってしまった。その後、10月6日の浦項スティーラース戦で後半修了間際に途中出場したものの、水原では結局リーグ戦2試合4分のみの出場に留まり、2025年1月1日に契約満了で退団した旨が発表された。

### バンコク・ユナイテッドFC
2025年1月7日、タイ・リーグ1のバンコク・ユナイテッドFCへの加入が発表された。

## 代表歴
2020年9月5日、インドネシアU-19代表としてブルガリアU-19代表との親善試合でデビュー。
2021年5月、フル代表に選出され、アフガニスタン代表との親善試合でデビュー。2020 AFFスズキカップのマレーシア代表戦で代表初得点を挙げマンオブザマッチに選出された。準決勝のシンガポール代表戦でも得点を挙げ、最優秀若手選手賞を受賞しベストイレブンに選出された。

## 個人成績

### クラブ
| 国内大会個人成績 | 国内大会個人成績 | 国内大会個人成績 | 国内大会個人成績 | 国内大会個人成績 | 国内大会個人成績 | 国内大会個人成績 | 国内大会個人成績 | 国内大会個人成績 | 国内大会個人成績 | 国内大会個人成績 | 国内大会個人成績 |
| 年度             | クラブ           | 背番号           | リーグ           | リーグ戦         | リーグ戦         | リーグ杯         | リーグ杯         | オープン杯       | オープン杯       | 期間通算         | 期間通算         |
| 年度             | クラブ           | 背番号           | リーグ           | 出場             | 得点             | 出場             | 得点             | 出場             | 得点             | 出場             | 得点             |
| インドネシア     | インドネシア     | インドネシア     | インドネシア     | リーグ戦         | リーグ戦         | リーグ杯         | リーグ杯         | オープン杯       | オープン杯       | 期間通算         | 期間通算         |
| ---------------- | ---------------- | ---------------- | ---------------- | ---------------- | ---------------- | ---------------- | ---------------- | ---------------- | ---------------- | ---------------- | ---------------- |
| 2020             | PSIS             |                  | リーガ1          | 0                | 0                | 0                | 0                | 0                | 0                | 0                | 0                |
| 2021-22          | PSIS             |                  | リーガ1          | 9                | 0                | 0                | 0                | 0                | 0                | 9                | 0                |
| 日本             | 日本             | 日本             | 日本             | リーグ戦         | リーグ戦         | リーグ杯         | リーグ杯         | 天皇杯           | 天皇杯           | 期間通算         | 期間通算         |
| 2022             | 東京V            | 38               | J2               | 1                | 0                | -                | -                | 0                | 0                | 1                | 0                |
| 2023             | 東京V            | 38               | J2               | 1                | 0                | -                | -                | 2                | 0                | 3                | 0                |
| 韓国             | 韓国             | 韓国             | 韓国             | リーグ戦         | リーグ戦         | リーグ杯         | リーグ杯         | FA杯             | FA杯             | 期間通算         | 期間通算         |
| 2024             | 水原FC           | 23               | K1               | 2                | 0                | -                | -                |                  |                  |                  |                  |
| 通算             | インドネシア     | インドネシア     | リーガ1          | 9                | 0                | 0                | 0                | 0                | 0                | 9                | 0                |
| 通算             | 日本             | 日本             | J2               | 2                | 0                | -                | -                | 2                | 0                | 4                | 0                |
| 通算             | 韓国             | 韓国             | K1               | 2                | 0                | -                | -                |                  |                  |                  |                  |
| 総通算           | 総通算           | 総通算           | 総通算           | 11               | 0                | 0                | 0                | 2                | 0                | 13               | 0                |

その他の公式戦
- 2021年 - メンポラカップ 4試合 2得点

### 代表
- 国際Aマッチ 40試合 3得点（2021年 - ）

| インドネシア代表 | 国際Aマッチ | 国際Aマッチ |
| 年               | 出場        | 得点        |
| ---------------- | ----------- | ----------- |
| 2021             | 14          | 2           |
| 2022             | 11          | 1           |
| 2023             | 11          | 0           |
| 2024             | 4           | 0           |
| 通算             | 40          | 3           |

### 代表での得点
| # | 開催日         | 開催地                                     | 対戦国       | スコア | 結果 | 大会                 |
| - | -------------- | ------------------------------------------ | ------------ | ------ | ---- | -------------------- |
| 1 | 2021年12月19日 | シンガポール・ナショナルスタジアム         | マレーシア   | 3–1    | 4–1  | 2020 AFFスズキカップ |
| 2 | 2021年12月25日 | シンガポール・ナショナルスタジアム         | シンガポール | 2–2    | 4–2  | 2020 AFFスズキカップ |
| 3 | 2022年1月27日  | カプテン・イ・ワヤン・ディプタ・スタジアム | 東ティモール | 2–1    | 4–1  | 親善試合             |

## タイトル

### 個人
- メンポラカップ ベストヤングプレーヤー: 2021[4]
- メンポラカップ ベストイレブン: 2021[4]
- AFFスズキカップ 大会最優秀若手選手賞: 2020[4]
- AFFスズキカップ ベストイレブン: 2020[4]